# Tychy (pivovar)
Pivovar Tychy (polsky celým jménem Tyskie Browary Książęce, česky Tyšské knížecí pivovary) je polský průmyslový pivovar v Tychách, jeden z největších pivovarů v zemi. Patří do polské pivovarské skupiny Kompania Piwowarska. Tu vlastnil do roku 2016 nadnárodní koncern SABMiller, který se v prosinci dohodl na prodeji japonské skupině Asahi Breweries. Prodej podléhá schválení Evropské komise, které se očekává v první polovině roku 2017. Mezi značky společnosti patří především značka Tyskie. V letech 2002—2011 se zde vařilo pivo Pilsner Urquell. Společnost provozuje Tyšské pivovarské muzeum.